# 奈良靖彦
奈良 靖彦（なら やすひこ、1917年4月28日 - 2013年9月6日）は、日本の外交官。駐シンガポール特命全権大使や駐カナダ特命全権大使を務めた。位階は従三位。

## 人物
大分県出身。旧制京北中学校を経て、1941年に旧制東京商科大学（一橋大学の前身）を卒業し、外務省入省。同期に西堀正弘（国連大使）、魚本藤吉郎（駐ソ連大使）、内田宏（駐仏大使）、吉野文六（駐独大使）、人見鉄三郎（駐コスタリカ大使）など。
1943年、外務省弘報部で勤務し、戦時体制下で、ジャパンタイムズの監督を行った。
1965年5月シカゴ総領事に就任。着任時に、総領事公邸が外交に使うにはあまりに貧弱なものだったため、筋向いの邸宅を購入しようと考え、東京銀行のシカゴ支店長と交渉し購入資金の融資を受け、また当時大蔵事務次官を務めていた石野信一も案内した末購入し、新しい公邸とした。のちにこの公邸は、エバンストン市長から、歴史的にも芸術的文化的にも重要な建築物としてランドマークに指定された。
1975年の第7回日加閣僚委員会共同声明では、駐カナダ大使として、宮澤喜一外務大臣、福田赳夫経済企画庁長官、大平正芳大蔵大臣、河本敏夫通商産業大臣とともに、日本側代表を務めた。
2013年9月6日肺炎のため死去。従三位。墓所は多磨霊園。奈良久弥（元三菱銀行副頭取、元連合三田会副会長）は弟。

## 交友
1939年に日米学生会議にともに参加して以来、宮澤喜一（元総理大臣）や苫米地俊博（元三菱商事副社長）らと親しくなり、毎月のようにゴルフをする仲になった。この日米学生会議による宮澤、奈良、苫米地らの交友については、のちに城山三郎が講談社から『友情 力あり』として出版した。
財閥解体により苫米地が仕事に困っていた際には、野間省一講談社社長の協力を得て貿易会社・飛鳥（「奈良」から「飛鳥」を連想して命名）を設立し、宮澤の弟宮澤泰（のちに駐西ドイツ大使）なども参画したが、これは1年で倒産してしまった。
宮澤が総理大臣在任中の1991年11月から1993年8月までの首相動静からも、宮澤が総理大臣に就任した直後の1991年11月12日に宮澤及び宮澤の弟の宮澤泰（元駐西ドイツ大使）とともに夕食を食べているほか、1991年12月、1992年1月（ほかに平岩外四）、3月（ほかに吉國二郎）、4月18日、4月26日、9月、11月、12月、1月、3月13日、3月21日、5月、7月と頻繁に宮澤とゴルフをしていることがうかがえる。

## 略歴
- 1917年 大分県出身
- 1941年 旧制東京商科大学（一橋大学の前身）卒業後、外務省入省。その後経済局米国カナダ課長、シカゴ総領事、ニューヨーク総領事等を務めた。
- 1969年 駐シンガポール特命全権大使
- 1972年 駐南ベトナム特命全権大使
- 1975年 駐カナダ特命全権大使
  - そのほか東京電力顧問、メリルリンチ日本証券株式会社顧問、総理府海外移住審議会委員等も務めた。